# Öhrlis
Öhrlis ist eine Einöde auf der Gemarkung Haidgau von Bad Wurzach im Landkreis Ravensburg. 

## Lage
Öhrlis liegt am Ostrand des Haisterkircher Rückens im Naturraum Riß-Aitrach-Platten (Naturraum-Nr. 41), welcher Teil der Großlandschaft Donau-Iller-Lech-Platte (Großlandschaft-Nr. 4) ist. 
Geografisch befindet sich Öhrlis etwa: 
- 30 m nördlich von Kramers
- 1,3 km nordöstlich von Haidgau
- 1,4 km südöstlich von Wengen
- 1,8 km südöstlich von St. Sebastiane
- 4 km westlich der Innenstadt von Bad Wurzach
- 4,6 km südlich von Unterschwarzach[1]

Öhrlis befindet sich zudem etwa 400 m westlich der Grenze des Naturschutzgebiets Wurzacher Ried, des FFH-Gebiets Wurzacher Ried und Rohrsee, sowie des Vogelschutzgebiets Wurzacher Ried.
Der Wohnplatz liegt zudem im Gewässereinzugsgebiet des Wengener Mühlbachs, einem Zufluss der Aitrach. Rund 40 m südlich von Öhrlis verläuft der Achkanal, der in diesem Bereich auch Kramersgraben genannt wird (benannt nach der benachbarten Einzelsiedlung Kramers).

## Verkehrsanbindung
Öhrlis liegt am Ende eines Gemeindeverbindungswegs, der nach Südosten über Kramers auf den Gemeindeverbindungsweg führt welcher Unterschwarzach über Riedhöfe, Ziegolz, Wengen, Kramers und Bulachs mit Haidgau verbindet. Abseits davon gibt es lediglich land- und forstwirtschaftliche Wege, die grob in nordwestlicher bis nordöstlicher Richtung zum Haisterkircher Rücken führen.

### Öffentlicher Personennahverkehr
Die nächste Bushaltestelle befindet sich an der Schule in Haidgau. Die nächstgelegenen Bahnhöfe sind:
- Bad Waldsee: 10,9 km Fahrstrecke mit dem Pkw /  9,4 km mit dem Fahrrad[5]
- Bad Wurzach: 10,0 km Fahrstrecke mit dem Pkw / 10,1 km mit dem Fahrrad[6]

### Radverkehr
In Öhrlis selbst gibt es weder Radwege noch Gehwege, und es besteht kein direkter Anschluss an das Radnetz Baden-Württemberg. Der nächste Anschluss an das Netz ist bei Haisterkirch. Die Strecke dorthin beträgt über Haidgau und Ehrensberg 5,7 km, wobei 76 Höhenmeter bergauf und 101 Höhenmeter bergab zu überwinden sind.